# Dicranella gymna
Dicranella gymna är en bladmossart som beskrevs av Brotherus 1901. Dicranella gymna ingår i släktet jordmossor, och familjen Dicranaceae. Inga underarter finns listade i Catalogue of Life.